# Straßenbahn Odawara
| Straßenbahn in Odawara (1935) |                      |                             |                             |
| Streckenlänge: | 6,8 km               |                             |                             |
| Spurweite: | 1372 mm / 1435 mm    |                             |                             |
| Stromsystem: | 600 V =              |                             |                             |
| |                      |                             |                             |
| Gesellschaft: | Hakone Tozan Tetsudō |                             |                             |
| \| \| \| ↑ Tōkaidō-Hauptlinie \| \| \| \| 0,0* \| Kōzu (国府津) \| Kōzu (国府津) \| \| \| \| ← Gotemba-Linie \| \| \| \| 0,2* \| Kōzu-tatemae (国府津館前) \| Kōzu-tatemae (国府津館前) \| \| \| 0,5* \| Kōyō ginkō (江陽銀行) \| Kōyō ginkō (江陽銀行) \| \| \| 0,9* \| Oyakibashi (親木橋) \| Oyakibashi (親木橋) \| \| \| 1,8* \| Koyawata (小八幡) \| Koyawata (小八幡) \| \| \| 2,4* \| Sakōmatsubara (酒匂松原) \| Sakōmatsubara (酒匂松原) \| \| \| 2,9* \| Shōtō-en (松濤園) \| Shōtō-en (松濤園) \| \| \| 3,1* \| Rengabashi (連歌橋) \| Rengabashi (連歌橋) \| \| \| \| Sakawa \| \| \| \| 4,3* \| Isshoku (一色) \| Isshoku (一色) \| \| \| 4,7* \| San’nōbara (山王原) \| San’nōbara (山王原) \| \| \| 5,2* \| San’nō-matsubara (山王松原) \| San’nō-matsubara (山王松原) \| \| \| 5,5* \| Isesakaya-mae (伊勢酒屋前) \| Isesakaya-mae (伊勢酒屋前) \| \| \| 5,8* \| Fujidana-mae (藤棚前) \| Fujidana-mae (藤棚前) \| \| \| 6,0* \| Aomonochō yotsukado \| Aomonochō yotsukado \| \| \| \| (青物町四ツ角) \| \| \| \| 6,1* \| Gunyakusho-mae (郡役所前) \| Gunyakusho-mae (郡役所前) \| \| \| \| ← Daiyūzan-Linie \| \| \| \| \| ← Odawara-Linie \| \| \| \| 0,0 \| Odawara (小田原) \| Odawara (小田原) \| \| \| 0,3 \| Midorimachi (緑町) \| Midorimachi (緑町) \| \| \| 0,5 \| Yūbinkyoku-mae (郵便局前) \| Yūbinkyoku-mae (郵便局前) \| \| \| 0,7 \| Shiyakusho-mae (市役所前) \| Shiyakusho-mae (市役所前) \| \| \| \| \| \| \| \| 0,9 6,3* \| Saiwaichō (幸町) \| Saiwaichō (幸町) \| \| \| 1,1 \| Miyukihama (御幸浜) \| Miyukihama (御幸浜) \| \| \| 1,3 \| Sachi 3-chōme (幸三丁目) \| Sachi 3-chōme (幸三丁目) \| \| \| 1,4 \| Hakunekuchi (箱根口) \| Hakunekuchi (箱根口) \| \| \| 1,5 \| Sujikaibashi (筋違橋) \| Sujikaibashi (筋違橋) \| \| \| 1,6 \| Morohakukōji (諸白小路) \| Morohakukōji (諸白小路) \| \| \| 1,8 \| Hayakawakuchi (早川口) \| Hayakawakuchi (早川口) \| \| \| \| → Atami-Bahn \| \| \| \| \| → Tōkaidō-Hauptlinie \| \| \| \| 2,1 \| Itabashi-mitsuke (板橋見付) \| Itabashi-mitsuke (板橋見付) \| \| \| 2,2 \| Shimo-Itabashi (下板橋) \| Shimo-Itabashi (下板橋) \| \| \| \| \| \| \| \| 2,4 \| Hakone-Itabashi (箱根板橋) \| Hakone-Itabashi (箱根板橋) \| \| \| \| Masudabessō (益田別荘) \| \| \| \| \| Naka-Itabashi (中板橋) \| \| \| \| \| Kami-Itabashi (上板橋) \| \| \| \| \| \| \| \| \| \| \| \| \| \| \| Kazamatsuri (風祭) \| \| \| \| \| Iriuda (入生田) \| \| \| \| \| \| \| \| \| \| Hayakawa \| \| \| \| \| Sanmaibashi (三枚橋) \| \| \| \| \| \| \| \| \| \| Hakone-Yumoto (箱根湯本) \| \| \| \| 6,8 \| Yumoto (湯本) \| Yumoto (湯本) \| \| \| \| ↓ Hakone-Tozan-Linie \| \| |                      |                             |                             |
| Strecke |                      | ↑ Tōkaidō-Hauptlinie        | ↑ Tōkaidō-Hauptlinie        |
| Bahnhof · U-Bahn-Kopfbahnhof Streckenanfang (Strecke außer Betrieb) | 0,0*                 | Kōzu (国府津)               | Kōzu (国府津)               |
| U-Bahn-Strecke (außer Betrieb) |                      | ← Gotemba-Linie             | ← Gotemba-Linie             |
| Strecke nach halbrechts · U-Bahn-Haltepunkt / Haltestelle (Strecke außer Betrieb) | 0,2*                 | Kōzu-tatemae (国府津館前)   | Kōzu-tatemae (国府津館前)   |
| U-Bahn-Haltepunkt / Haltestelle (Strecke außer Betrieb) | 0,5*                 | Kōyō ginkō (江陽銀行)       | Kōyō ginkō (江陽銀行)       |
| U-Bahn-Haltepunkt / Haltestelle (Strecke außer Betrieb) | 0,9*                 | Oyakibashi (親木橋)         | Oyakibashi (親木橋)         |
| U-Bahn-Haltepunkt / Haltestelle (Strecke außer Betrieb) | 1,8*                 | Koyawata (小八幡)           | Koyawata (小八幡)           |
| U-Bahn-Haltepunkt / Haltestelle (Strecke außer Betrieb) | 2,4*                 | Sakōmatsubara (酒匂松原)    | Sakōmatsubara (酒匂松原)    |
| U-Bahn-Haltepunkt / Haltestelle (Strecke außer Betrieb) | 2,9*                 | Shōtō-en (松濤園)           | Shōtō-en (松濤園)           |
| U-Bahn-Haltepunkt / Haltestelle (Strecke außer Betrieb) | 3,1*                 | Rengabashi (連歌橋)         | Rengabashi (連歌橋)         |
| U-Bahn-Brücke über Wasserlauf (Strecke außer Betrieb) |                      | Sakawa                      | Sakawa                      |
| U-Bahn-Haltepunkt / Haltestelle (Strecke außer Betrieb) | 4,3*                 | Isshoku (一色)              | Isshoku (一色)              |
| U-Bahn-Haltepunkt / Haltestelle (Strecke außer Betrieb) | 4,7*                 | San’nōbara (山王原)         | San’nōbara (山王原)         |
| U-Bahn-Haltepunkt / Haltestelle (Strecke außer Betrieb) | 5,2*                 | San’nō-matsubara (山王松原) | San’nō-matsubara (山王松原) |
| U-Bahn-Haltepunkt / Haltestelle (Strecke außer Betrieb) | 5,5*                 | Isesakaya-mae (伊勢酒屋前)  | Isesakaya-mae (伊勢酒屋前)  |
| U-Bahn-Haltepunkt / Haltestelle (Strecke außer Betrieb) | 5,8*                 | Fujidana-mae (藤棚前)       | Fujidana-mae (藤棚前)       |
| U-Bahn-Haltepunkt / Haltestelle (Strecke außer Betrieb) | 6,0*                 | Aomonochō yotsukado         | Aomonochō yotsukado         |
| Strecke · U-Bahn-Strecke (außer Betrieb) |                      | (青物町四ツ角)              | (青物町四ツ角)              |
| Strecke · U-Bahn-Haltepunkt / Haltestelle (Strecke außer Betrieb) | 6,1*                 | Gunyakusho-mae (郡役所前)   | Gunyakusho-mae (郡役所前)   |
| Kreuzung geradeaus oben · Strecke von rechts |                      | ← Daiyūzan-Linie            | ← Daiyūzan-Linie            |
| Abzweig geradeaus und von rechts |                      | ← Odawara-Linie             | ← Odawara-Linie             |
| Bahnhof · Kopfbahnhof Streckenende · U-Bahn-Kopfbahnhof Streckenanfang (Strecke außer Betrieb) | 0,0                  | Odawara (小田原)            | Odawara (小田原)            |
| Strecke · U-Bahn-Haltepunkt / Haltestelle (Strecke außer Betrieb) | 0,3                  | Midorimachi (緑町)          | Midorimachi (緑町)          |
| U-Bahn-Haltepunkt / Haltestelle (Strecke außer Betrieb) | 0,5                  | Yūbinkyoku-mae (郵便局前)   | Yūbinkyoku-mae (郵便局前)   |
| U-Bahn-Haltepunkt / Haltestelle (Strecke außer Betrieb) | 0,7                  | Shiyakusho-mae (市役所前)   | Shiyakusho-mae (市役所前)   |
| |                      |                             |                             |
| U-Bahn-Bahnhof (Strecke außer Betrieb) | 0,9 6,3*             | Saiwaichō (幸町)            | Saiwaichō (幸町)            |
| U-Bahn-Haltepunkt / Haltestelle (Strecke außer Betrieb) | 1,1                  | Miyukihama (御幸浜)         | Miyukihama (御幸浜)         |
| U-Bahn-Haltepunkt / Haltestelle (Strecke außer Betrieb) | 1,3                  | Sachi 3-chōme (幸三丁目)    | Sachi 3-chōme (幸三丁目)    |
| U-Bahn-Haltepunkt / Haltestelle (Strecke außer Betrieb) | 1,4                  | Hakunekuchi (箱根口)        | Hakunekuchi (箱根口)        |
| U-Bahn-Haltepunkt / Haltestelle (Strecke außer Betrieb) | 1,5                  | Sujikaibashi (筋違橋)       | Sujikaibashi (筋違橋)       |
| U-Bahn-Haltepunkt / Haltestelle (Strecke außer Betrieb) | 1,6                  | Morohakukōji (諸白小路)     | Morohakukōji (諸白小路)     |
| U-Bahn-Bahnhof (Strecke außer Betrieb) · Kopfbahnhof Streckenanfang und quer (Strecke außer Betrieb) | 1,8                  | Hayakawakuchi (早川口)      | Hayakawakuchi (早川口)      |
| U-Bahn-Strecke (außer Betrieb) |                      | → Atami-Bahn                | → Atami-Bahn                |
| Strecke nach links und von halbrechts · U-Bahn-Kreuzung mit Eisenbahn geradeaus unten (Strecke geradeaus außer Betrieb) · Abzweig quer und von rechts |                      | → Tōkaidō-Hauptlinie        | → Tōkaidō-Hauptlinie        |
| U-Bahn-Haltepunkt / Haltestelle (Strecke außer Betrieb) · Strecke | 2,1                  | Itabashi-mitsuke (板橋見付) | Itabashi-mitsuke (板橋見付) |
| U-Bahn-Haltepunkt / Haltestelle (Strecke außer Betrieb) · Strecke | 2,2                  | Shimo-Itabashi (下板橋)     | Shimo-Itabashi (下板橋)     |
| |                      |                             |                             |
| U-Bahn-Strecke (außer Betrieb) · Bahnhof | 2,4                  | Hakone-Itabashi (箱根板橋)  | Hakone-Itabashi (箱根板橋)  |
| U-Bahn-Haltepunkt / Haltestelle (Strecke außer Betrieb) · Strecke |                      | Masudabessō (益田別荘)      | Masudabessō (益田別荘)      |
| U-Bahn-Haltepunkt / Haltestelle (Strecke außer Betrieb) · Strecke |                      | Naka-Itabashi (中板橋)      | Naka-Itabashi (中板橋)      |
| U-Bahn-Haltepunkt / Haltestelle (Strecke außer Betrieb) · Strecke |                      | Kami-Itabashi (上板橋)      | Kami-Itabashi (上板橋)      |
| Strecke von links · U-Bahn-Kreuzung mit Eisenbahn (Strecke geradeaus außer Betrieb) · Strecke nach rechts |                      |                             |                             |
| |                      |                             |                             |
| Haltepunkt / Haltestelle · U-Bahn-Haltepunkt / Haltestelle (Strecke außer Betrieb) |                      | Kazamatsuri (風祭)          | Kazamatsuri (風祭)          |
| Haltepunkt / Haltestelle · U-Bahn-Strecke (außer Betrieb) |                      | Iriuda (入生田)             | Iriuda (入生田)             |
| U-Bahn-Strecke (außer Betrieb) |                      |                             |                             |
| Strecke · U-Bahn-Brücke über Wasserlauf (Strecke außer Betrieb) |                      | Hayakawa                    | Hayakawa                    |
| ehemaliger Haltepunkt / Haltestelle · U-Bahn-Haltepunkt / Haltestelle (Strecke außer Betrieb) |                      | Sanmaibashi (三枚橋)        | Sanmaibashi (三枚橋)        |
| Abzweig geradeaus und ehemals nach links · U-Bahn-Abzweig geradeaus und von rechts (Strecke außer Betrieb) |                      |                             |                             |
| Bahnhof · U-Bahn-Strecke (außer Betrieb) |                      | Hakone-Yumoto (箱根湯本)    | Hakone-Yumoto (箱根湯本)    |
| Strecke · U-Bahn-Kopfbahnhof Streckenende (Strecke außer Betrieb) | 6,8                  | Yumoto (湯本)               | Yumoto (湯本)               |
| Strecke |                      | ↓ Hakone-Tozan-Linie        | ↓ Hakone-Tozan-Linie        |

Die Straßenbahn Odawara war eine Straßenbahnlinie in der japanischen Stadt Odawara und umliegenden Orten im Westen der Präfektur Kanagawa. Sie verkehrte ab 1888 zunächst als Pferdebahn und war der dritte Betrieb dieser Art in Japan. Im Jahr 1900 war sie der erste Straßenbahn des Landes, die auf elektrischen Antrieb umgestellt wurde. Zuständig war das Verkehrsunternehmen Hakone Tozan Tetsudō, das auch die daran anschließende Hakone-Tozan-Linie betrieb. Offiziell trug die Straßenbahn die Bezeichnung „Odawara-Stadtlinie“ (小田原市内線, Odawara shinai-sen). 1956 wurde sie stillgelegt.

## Geschichte

### Pferdebahn

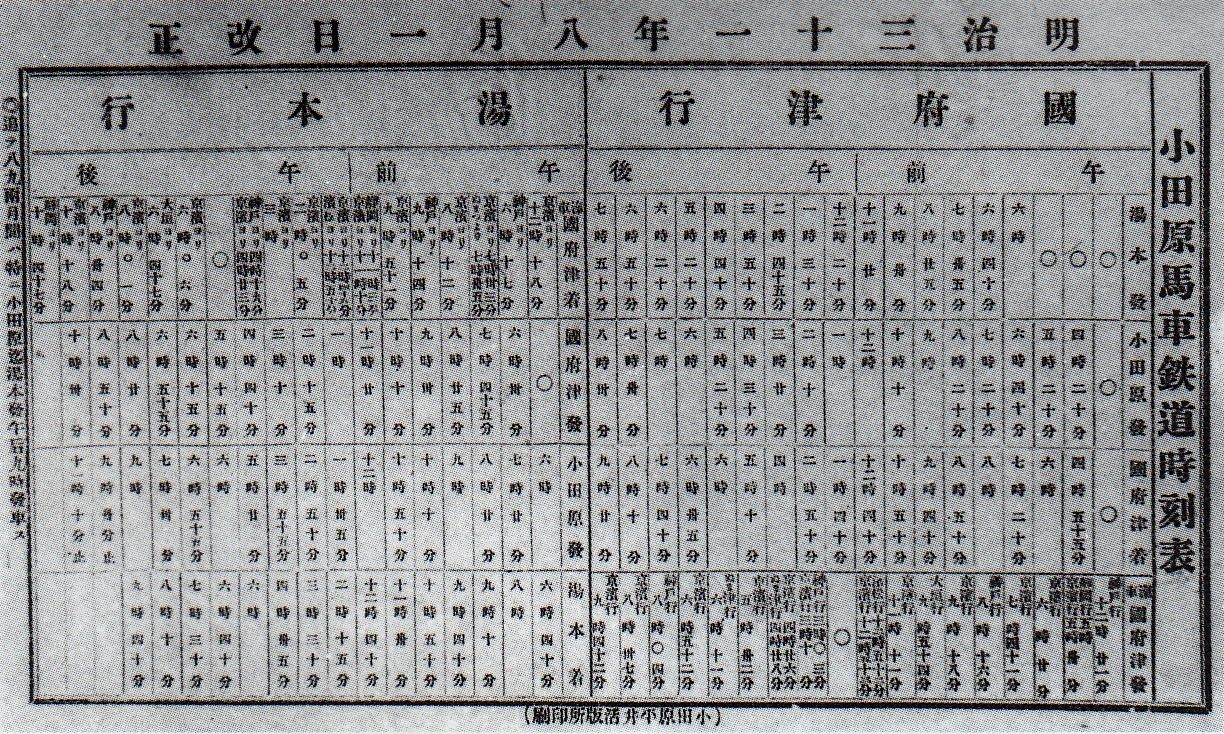
Fahrplan der Pferdebahn (1898)

Seit der frühen Edo-Zeit war Odawara ein bedeutender Etappenort am Tōkaidō, der wichtigsten Post- und Handelsstraße Japans. Als in den 1870er und 1880er Jahren die Tōkaidō-Hauptlinie erbaut wurde, rechnete die Stadt fest mit einem Bahnanschluss. Die staatliche Bahnverwaltung hatte jedoch andere Vorstellungen und führte die Strecke östlich an der Stadt vorbei, auf der anderen Seite des Flusses Sakawa (diese Streckenführung entspricht der heutigen Gotemba-Linie). Einflussreiche Personen befürchteten, ihre Stadt könnte von der Modernisierung abgehängt werden und setzten sich deshalb für den Bau einer Pferdebahn ein, die am sechs Kilometer entfernten Bahnhof Kōzu einen Anschluss an die Tōkaidō-Hauptlinie herstellen sollte. Kurz nachdem die Präfekturverwaltung von Kanagawa ein entsprechendes Baugesuch genehmigt hatte, gründete sich am 21. Februar 1888 die Gesellschaft Odawara Basha Tetsudō (小田原馬車鉄道, „Odawara-Pferdebahn“).
Die Bauarbeiten begannen im März 1888 und waren am 3. September abgeschlossen. Am 1. Oktober 1888 erfolgte die Eröffnung der 12,7 km langen Strecke von Kōzu über das Stadtzentrum nach Yumoto. Sie war die dritte in Japan eröffnete Pferdebahn und hatte eine Spurweite von 1372 mm. Rikschafahrer und Sänftenträger setzten sich gegen die unerwünschte Konkurrenz zur Wehr. Sie blockierten die Schienen mit Gegenständen und bewarfen die Pferde mit Steinen. Dadurch kam der Betrieb nach einem Monat vorübergehend zum Erliegen. Dem früheren Premierminister Itō Hirobumi, der in seiner Villa in Odawara weilte, missfiel der Aufruhr. Er forderte die Präfekturverwaltung eindringlich auf, gegen die Vandalenakte vorzugehen und die Pferdebahn zu schützen. Daraufhin übernahm ein ehemaliger Polizeikommissar das Amt des Direktors und stellte mehrere ehemalige Polizeibeamte ein, um für Sicherheit zu sorgen. Wenig später war das Problem behoben. Ab 1896 konnte an der Haltestelle Hayakawakuchi (早川口) zur Atami-Bahn umgestiegen werden.
Der Betrieb der Pferdebahn war teuer und die Kapazität begrenzt, weshalb das Management nach Alternativen Ausschau hielt. 1893 fiel der Beschluss, die Straßenbahn zu elektrifizieren, wobei die Voraussetzungen dazu noch fehlten. In Odawara und Umgebung gab es noch gar kein Stromnetz, weshalb zuerst der Bau eines Elektrizitätswerks erforderlich war. Um dessen Finanzierung zu sichern, wurde die Straßenbahn Tokio im Jahr 1895 durch Aktientausch die neue Hauptaktionärin. Der nach dem Japanisch-chinesischen Krieg einsetzende Wirtschaftsboom erleichterte die Kapitalsuche zusätzlich. Am 31. Oktober 1896 benannte sich das Unternehmen in Odawara Denki Tetsudō (小田原電気鉄道, „Elektrische Bahn Odawara“) um und nahm damit die bevorstehende Umstellung vorweg. 1898 begann der Bau des Kraftwerks bei Yumoto, ab Februar 1899 wurden die Fahrleitungen verlegt. Ebenso mussten sämtliche Brücken und Schienen ersetzt werden. Das Kraftwerk nahm im Februar 1900 seinen Betrieb auf, einen Monat später war der Umbau zu einer elektrischen Straßenbahn (600 V Gleichspannung) vollendet.

### Elektrische Straßenbahn

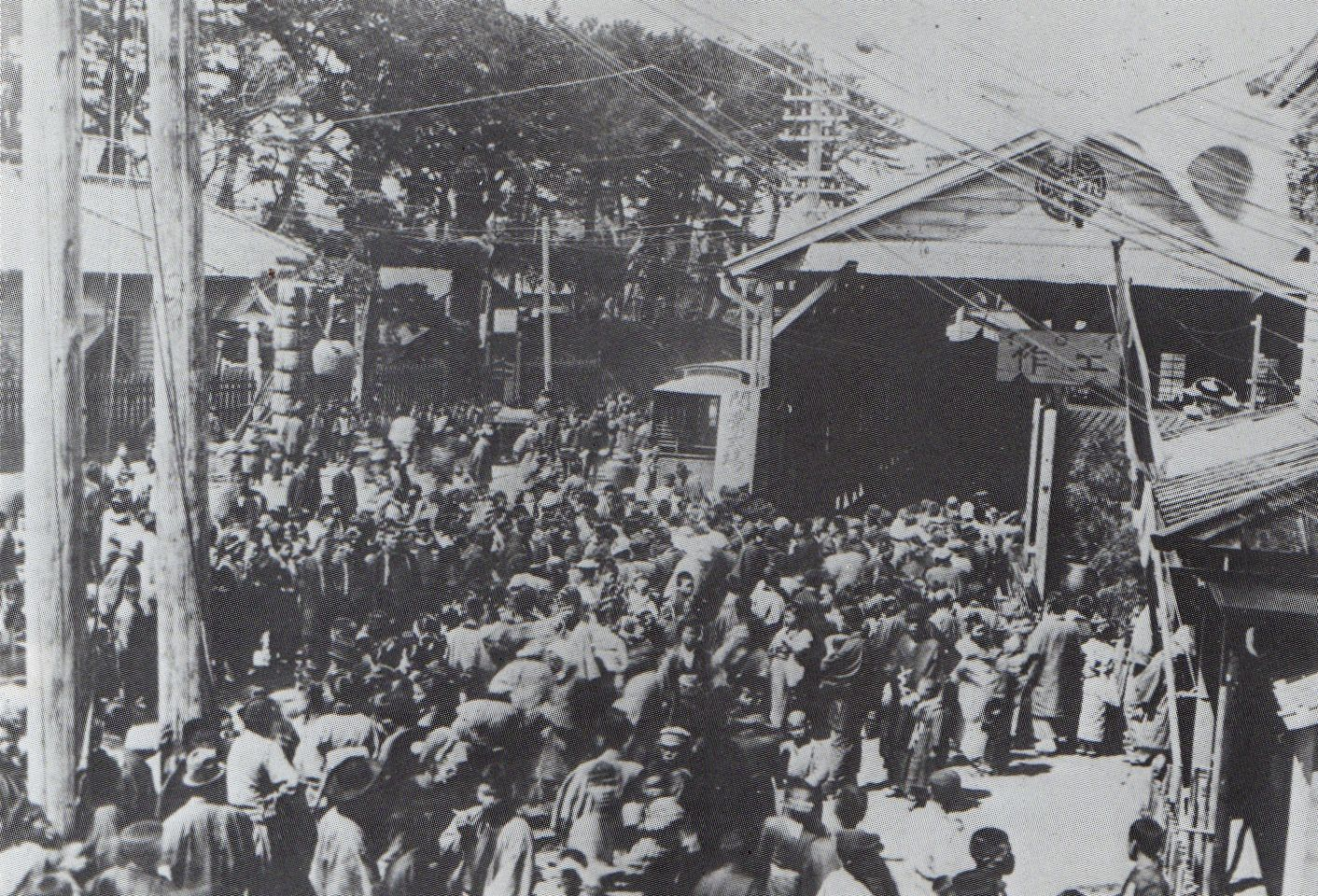
Eröffnung der elektrischen Straßenbahn

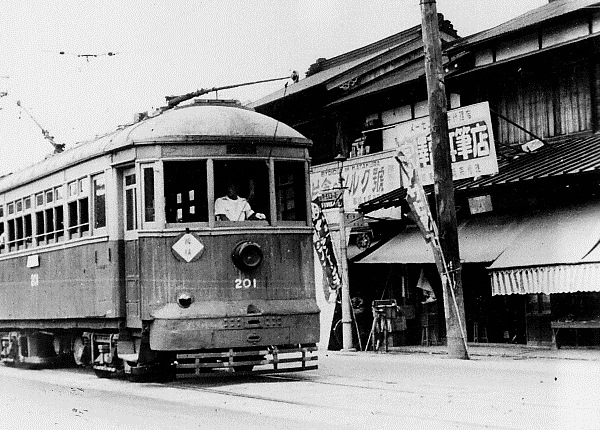
Straßenbahn im Jahr 1952

Erster Betriebstag der elektrischen Straßenbahn war der 21. März 1900. Der Betrieb in Odawara war der vierte elektrische in Japan und der erste, der umgestellt worden war. Die nicht mehr benötigten Pferde, Wagen und Schienen gingen an die Tokioter Straßenbahn, deren Umstellung noch bevorstand. Im November 1901 streikten die Angestellten zwei Tage lang; es handelte sich um den ersten Streik bei einem japanischen Straßenbahnbetrieb überhaupt. Das westlichste Teilstück zwischen Kazamatsuri und Yumoto war häufig wegen Überschwemmungen des Flusses Hayakawa unterbrochen. Ein besonders schweres Hochwasser am 28. September 1902 spülte sogar die Gleise weg. 1911 beschloss die Odawara Denki Tetsudō, die Trasse in diesem Bereich auf die weniger gefährdete nördliche Talseite zu verlegen. Diese Maßnahme war im August 1913 abgeschlossen. Ab 1. Juni 1919 stellte die Straßenbahn in Yumoto einen Anschluss an die Hakone-Tozan-Linie nach Gōra her.
Das Eisenbahnministerium eröffnete am 21. Oktober 1920 eine neue Bahnstrecke von Kōzu nach Odawara, die größtenteils parallel zur Straßenbahn verlief. Die Odawara Denki Tetsudō nahm am selben Tag eine 700 m lange Verbindung vom Stadtzentrum zum Bahnhof Odawara in Betrieb. Fünf Wochen später, am 1. Dezember 1920, legte sie den Abschnitt vom Stadtzentrum nach Kōzu still. Dadurch verringerte sich die Länge der Straßenbahnlinie auf 6,8 km, sie verband nur noch die Bahnhöfe Odawara und Yumoto miteinander. Das Große Kantō-Erdbeben vom 1. September 1923 richtete große Schäden an. Der Instandstellung dauerte bis zum 28. Dezember; dabei vergrößerte man die Spurweite von 1372 mm auf 1435 mm (Normalspur). Am 20. Januar 1928 fusionierte die Odawara Denki Tetsudō mit der Elektrizitätsgesellschaft Nippon Denryoku. Diese Verbindung hielt nur etwas mehr als ein halbes Jahr: Nippon Denryoku übertrug am 13. August 1928 sämtliche Geschäftsbereiche außer der Stromproduktion an die Bahngesellschaft, die sich am selben Tag verselbständigte und nun den Namen Hakone Tozan Tetsudō trug.
Die Bahngesellschaft strebte nach einer schnelleren Verbindung zwischen Odawara und Yumoto, zumal die Straßenbahn als Zubringer zur beliebten Bergbahn nicht leistungsfähig genug war und Umwege machte. Nach knapp vierjähriger Bauzeit konnte die Verlängerung der Bergbahnstrecke am 1. Oktober 1935 in Betrieb genommen werden. Am selben Tag beschränkte die Hakone Tozan Tetsudō die Straßenbahn auf den innenstädtischen Abschnitt zwischen den Bahnhöfen Odawara und Itabashi, womit die Linie nur noch 2,4 km lang war. 1944 mussten mehrere Straßenbahnwagen an die durch Luftangriffe beschädigte Straßenbahn Kawasaki abgegeben werden und ab 10. Januar 1945 ruhte der Betrieb wegen der Kriegsrationierung ganz.
Am 12. September 1945 nahm die Straßenbahn Odawara den Betrieb wieder auf, doch es waren nur drei Wagen übriggeblieben. Das Bahnunternehmen Odakyū Dentetsu, die Muttergesellschaft des heutigen Konzerns Odakyu Group, übernahm am 1. Juni 1948 die Hakone Tozan Tetsudō. Die neue Besitzerin war gewillt, die Straßenbahn beizubehalten, doch die Präfekturverwaltung betrachtete sie als Hindernis beim Ausbau der Nationalstraße 1 und empfahl ihren Ersatz durch eine Buslinie. Nach längeren Verhandlungen erklärte sich die Präfektur bereit, 90 Millionen Yen als Entschädigung zu zahlen (zu denen die Stadt 3 Millionen beisteuerte). Schließlich wurde die Straßenbahn am 31. Mai 1956 stillgelegt.